# Guante blanco
Guante blanco fue una serie policiaca de televisión producida por Bambú Producciones y emitida en La 1, estrenada el miércoles 15 de octubre de 2008 en prime time.
La programación por parte de TVE de la serie no fue muy cuidadosa, coincidiendo el primer capítulo con un partido de la selección española; el segundo con el estreno de la cuarta temporada de la serie de Antena 3, El Internado; y el tercero, cambiado de día con poca publicidad, al viernes de comienzo del puente de Todos los Santos.
Finalmente, canceló su emisión en televisión y estrenó el resto de episodios únicamente a través de internet en RTVE.es.
Si bien la serie tenía prevista una duración de 13 capítulos, tras la retirada a RTVE.es y dada la baja audiencia, se resuelve de forma precipitada en el capítulo octavo.
En julio de 2010 TVE reestrenó la serie en La 1 en la noche de los lunes a las 22:00 horas desde el primer capítulo hasta el último.
En verano de 2013, TVE vuelve a reponer la serie desde el episodio uno en cada noche en su cadena de televisión en alta definición TVE HD.

## Reparto

### Principal
- Carlos Hipólito como Bernardo Valle
- José Luis García Pérez como Mario Pastor
- José Ángel Egido como César Ferrer
- Eloy Azorín como Jorge Lestón
- Ana Risueño como Pilar Alcocer
- Leticia Dolera como Rebeca Mendoza
- Jorge Roelas como Roberto Cortés
- Pilar Punzano como Sara Martín
- Jordi Dauder como Nicolás Risco
- Yolanda Ulloa como Luisa Tubío
- Aleix Rengel como Interrogador
- Carlos Rodríguez como Javier Valle
- Denise Maestre como Clara Pastor Alcocer
- Bárbara Meier como Inés Valle
- Carlos Sampedro como Adrián Pastor Alcocer

### Recurrente
- Luis Oyardibe como Julio Lago (Episodio 1 - Episodio 2)
- Salvador del Río como Román Aranda (Episodio 1)
- Noemí Ruiz como Carlota (Episodio 1 - Episodio 6)
- Mikel Tello como Ginés (Episodio 1)
- Manuel Alonso Bernal como Aldo Grossi (Episodio 2 - Episodio 3)
- Perla Cristal como Rosalía (Episodio 2)
- María Morales como Celia Casal (Episodio 2)
- Eugenio Varona como Ricard Montalvo (Episodio 2 - Episodio 4)
- Denise Gómez como Fernando (Episodio 4; Episodio 6)
- María Ivanova como Romina (Episodio 4)
- Gloria Velasquez como Graciana (Episodio 4)
- Paola Bontempi como Laura (Episodio 5)
- Albert Forner como Albert Castro (Episodio 5; Episodio 7 - Episodio 8)
- Chema León como Daniel "Dani" Bernal (Episodio 6)
- Juan Lombardero como Gustavo Fuentes (Episodio 6)
- Mariano Venancio como Víctor Lasierra (Episodio 6 - Episodio 7)
- Mario Zorrilla como Fausto Rojas (Episodio 6 - Episodio 7)
- Juan Carlos Morales como Luis Arengo (Episodio 7 - Episodio 8)
- Daniel Ortíz como Pipa (Episodio 7)
- Camilo Rodríguez como Pablo Matas (Episodio 7 - Episodio 8)
- Sergio Bermúdez como Silvio Abascal (Episodio 8)
- Joan Llaneras como Prudencio García (Episodio 8)
- Antonio Medina como Ismael Robledo (Episodio 8)
- Juan Antonio Quintana como Enrique Cebrián (Episodio 8)
- Fermí Reixach como Germán (Episodio 8)
- Jack Taylor como Gustavo Arestia Smith (Episodio 8)
- Adrián Viador como Alonso Belilla (Episodio 8)

con la colaboración especial de
- Asunción Balaguer como Felisa (Episodio 3 - Episodio 4)
- Mario Martín como Cura (Episodio 3 - Episodio 4)
- Carlos Larrañaga como Padre de Mario (Episodio 7)

## Episodios y audiencias
| N.º (serie) | Título            | Director               | Guionista(s) | Fecha de emisión                  | Audiencia         |
| ----------- | ----------------- | ---------------------- | --- | --------------------------------- | ----------------- |
| 1           | «El Van Gogh»     | Carlos Sedes           | Argumento: Ramón Campos Diálogos: Ramón Campos y Eligio R. Montero                                                          | 15 de octubre de 2008             | 2.489.000 (15,9%) |
| 2           | «El Stradivarius» | Carlos Sedes           | Argumento: Ramón Campos, Gema R. Neira y Deborah Rope Diálogos: Ramón Campos y Eligio R. Montero                            | 22 de octubre de 2008             | 1.851.000 (9,9%)  |
| 3           | «La reliquia»     | Jorge Sánchez-Cabezudo | Argumento: Ramón Campos, Gema R. Neira y Deborah Rope Diálogos: Ramón Campos, Eligio R. Montero y David Ríos                | 31 de octubre de 2008             | 1.277.000 (8,0%)  |
| 4           | «El vino»         | Carlos Sedes           | Argumento: Ramón Campos, Gema R. Neira y Deborah Rope Diálogos: Ramón Campos, Eligio R. Montero y David Ríos                | 7 de noviembre de 2008 (RTVE.es)  | 1.494.000 (10,2%) |
| 5           | «El depósito»     | Eduardo Armiñán        | Argumento: Ramón Campos, Gema R. Neira, Laura León y Deborah Rope Diálogos: Ramón Campos y David Ríos                       | 18 de noviembre de 2008 (RTVE.es) | 1.352.000 (11,8%) |
| 6           | «El casino»       | Carlos Sedes           | Argumento: Ramón Campos, Gema R. Neira, Laura León y Deborah Rope Diálogos: Ramón Campos, Gema R. Neira y Eligio R. Montero | 18 de noviembre de 2008 (RTVE.es) | 1.378.000 (10,1%) |
| 7           | «La ninfa de oro» | Eduardo Armiñán        | Argumento: Ramón Campos, Gema R. Neira, Laura León y Deborah Rope Diálogos: Ramón Campos y David Ríos                       | 20 de noviembre de 2008 (RTVE.es) | 1.249.000 (11,4%) |
| 8           | «El compendium»   | Carlos Sedes           | Argumento: Ramón Campos, Gema R. Neira, Laura León y Deborah Rope Diálogos: Ramón Campos y Eligio R. Montero                | 2 de diciembre de 2008 (RTVE.es)  | 1.406.000 (10,6%) |